# Étienne Marcel
Étienne Marcel (født ca. 1316, død 31. juli 1358) var en fransk borger, som var oldermand for købmændendes lav i Paris. Han var lederen af en reformbevægelse, som forsøgte at begrænse kongemagten og reformere statens administration under Hundredårskrigen.

## Karriere
Marcel var fra en af de mest velhavende borgerlige familier i Paris, og han blev i 1354 udnævnt som oldermand for købmændenes lav.
Efter det katastrofale franske nederlag ved Poitiers i 1356, blev konge Johan den Gode taget til fange af englænderne. Dauphin Karl indkaldte herefter Stænderforsamlingen, med økonomiske forslag, som skulle betale for Johans løsesum og rejse en ny hær. Regentens forslag blev dog ikke modtaget godt af stænderne. 80 medlemmer af forsamlingen, herunder Marcel, dannede en komite, og en uge senere fremsatte de deres forslag for Dauphin Karl. I bytte for at implementere en række nye skatter, krævede komiteen, at flere personer i regeringen, som de anså som korrupte og inkompetente, skulle fyres og retsforfølges, og at Karl af Navarra skulle frigøres fra fængsel. Dauphinen afviste disse krav. Herefter fuldte stor utilfredshed over regeringens økonomiske planer, som centrerede omkring en devaluering af møntfoden. Dette resulterede i, at Dauphin Karl var tvunget til igen at indkalde Stænderforsamlingen igen i februar 1357. Her endte Dauphinen med at gå med på reformpartiets plan, som var indførelsen af en stor reformpakke, som mest betydeligt inkluderede store reformer af statens administration. Denne sejr for Marcel og reformpartiet var dog kortlevet, da konge Johan fra sit fængsel i Bordeaux afviste den, hvilke skabte stor utilfredshed i Paris.
Konflikten i Paris mellem reformpartiet og deres modstandere voksede kun herfra, og den 22. februar 1358 marcherede Marcel og en gruppe af sine støttere ind på kongepalæet, og myrderede her to af Dauphines rådgivere foran regentens egne øjne. De to mænd var marskalerne Jean de Conflans, og Robert de Clermont, som havde været blandt reformpartiets og Karl af Navarras største modstandere. Dauphin Karl forlod herefter Paris, og begyndte at bekrige byen, og i denne situation overtog Marcel og sine allierede magten i byen. Marcel og parisianerne støttede herefter bondeoprøret Jaquieret, som opstod i maj 1358.
Parisrevolutionen og Jaquieret endte dog med at styrke Dauphin Karls position, da adlen samlede sig om ham. Situationen i byen ændrede sig også, da mange frygtede, at Marcel og hans allierede havde gået for vidt i deres modstand til kongemagten. I et sidste forsøg på at beholde magten, så planlagde Marcel, Karl af Navarra og Robert le Coq, at de ville i løbet af natten åbne en af byens porte til Navarras hær. Denne plan blev dog opdaget, og under en konfrontation den 31. juli 1358, blev Marcel dræbt af en af byens borgere. Ved opdagelsen af Marcels forræderiske plan, vendte byen sig imod ham og reformpartiet, og støttede herefter Dauphin Karl, som vendte tilbage til byen som sejrsherre.